# Dorothy McGuire
Dorothy Hackett McGuire (Omaha, 14 de junho de 1916 — Santa Mônica, 13 de setembro de 2001) foi uma atriz estadunidense.

## Biografia
Dorothy McGuire começou sua carreira no teatro. Em 1941, ela assumiu o papel principal na peça Claudia na Broadway. Quando em 1943 o diretor de Edmund Goulding, decidiu fazer uma versão cinematográfica da peça Claudia, ele a convidou para o papel principal.
Em 1948, Dorothy foi indicada ao Oscar de melhor atriz, por Gentleman's Agreement. Ela teve uma longa carreira em Hollywood. Nos últimos anos, trabalhou mais na televisão, participando de seriados e minisséries.
Dorothy se casou apenas uma vez, com o fotógrafo John Swope, com quem teve dois filhos.
Tem uma estrela na Calçada da Fama, em 6933 Hollywood Boulevard.
Morreu de doença cardíaca em Santa Mônica, Califórnia, em 2001, com 85 anos de idade.

## Filmografia

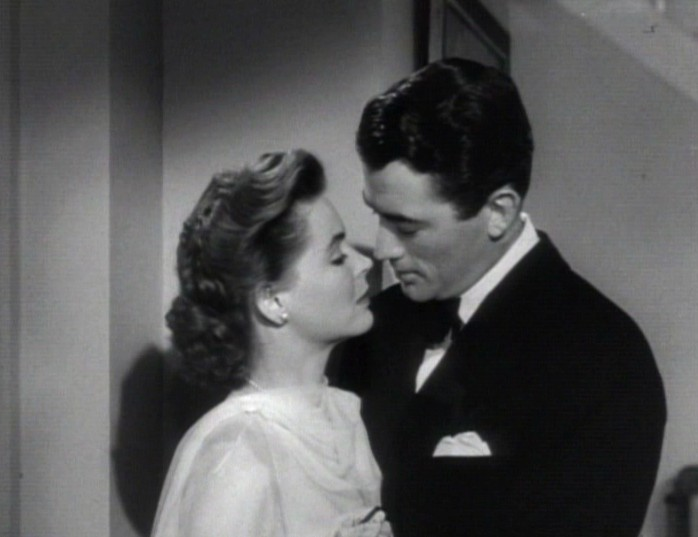
Dorothy McGuire e Gregory Peck em Gentleman's Agreement (1947)

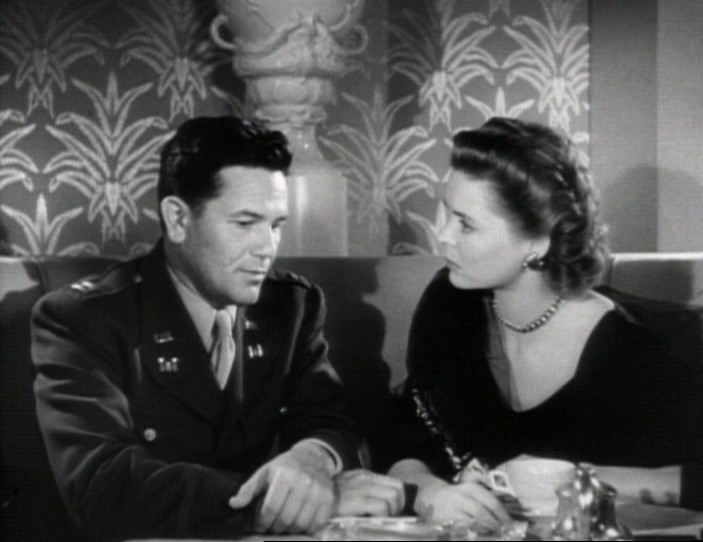
John Garfield e Dorothy McGuire em Gentleman's Agreement (1947)

| Ano  | Filme                             | Personagem                  |
| ---- | --------------------------------- | --------------------------- |
| 1943 | Claudia                           | Claudia Naughton            |
| 1944 | Reward Unlimited                  | Peggy                       |
| 1945 | The Enchanted Cottage             | Laura Pennington            |
| 1945 | A Tree Grows in Brooklyn          | Katie Nolan                 |
| 1946 | Claudia and David                 | Claudia Naughton            |
| 1946 | Till the End of Time              | Pat Ruscomb                 |
| 1946 | The Spiral Staircase              | Helen Capel                 |
| 1947 | Gentleman's Agreement             | Kathy Lacy                  |
| 1950 | Mother Didn't Tell Me             | Jane Morgan                 |
| 1950 | Mister 880                        | Ann Winslow                 |
| 1951 | Callaway Went Thataway            | Deborah Patterson           |
| 1951 | I Want You                        | Nancy Greer                 |
| 1952 | Invitation                        | Ellen Bowker Pierce         |
| 1954 | Make Haste to Live                | Crystal Benson              |
| 1954 | Three Coins in the Fountain       | Miss Frances                |
| 1955 | Trial                             | Abbe Nyle                   |
| 1956 | Friendly Persuasion               | Eliza Birdwell              |
| 1957 | Old Yeller                        | Katie Coates                |
| 1959 | The Remarkable Mr. Pennypacker    | Mrs. Emily "Ma" Pennypacker |
| 1959 | This Earth Is Mine                | Martha Fairon               |
| 1959 | A Summer Place                    | Sylvia Hunter               |
| 1960 | The Dark at the Top of the Stairs | Cora Flood                  |
| 1960 | Swiss Family Robinson             | Mãe Robinson                |
| 1961 | Susan Slade                       | Leah Slade                  |
| 1963 | Summer Magic                      | Margaret Carey              |
| 1965 | The Greatest Story Ever Told      | A virgem Maria              |
| 1971 | Flight of the Doves               | Granny O'Flaherty           |
| 1973 | Jonathan Livingston Seagull       | Mãe (voz)                   |
| 1987 | Summer Heat                       | Narradora                   |